# Villiam Vecchi
Villiam Vecchi (Scandiano, 1948. december 28. – Reggio Emilia, 2022. augusztus 3.) olasz labdarúgó, kapus, kapusedző.

## Pályafutása

### Klubcsapatban
1967 és 1974 között az AC Milan labdarúgója volt, ahol egy olasz bajnoki címet és két kupagyőzelmet ért el. Egy BEK- (1968–69) és két KEK-győzelmet (1967–68, 1972–73) szerzett a csapattal. Az 1973-as KEK-döntő védte a Milan kapuját. 1974 és 1976 között a Cagliari, 1976 és 1981 között a Como együttesében védett. 1981–82-ben a SPAL csapatában fejezte be az aktív játékot.

### A válogatottban
1969–70-ben három alkalommal szerepelt az olasz U21-es válogatottban.

### Edzőként
1995–96-ban a Reggiana, 1996 és 1998 között a Parma, 1999 és 2001 között a Juventus, 2001 és 2013 között az AC Milan kapusedzője volt. Többek között edzette Gianluigi Buffont és a brazil Didát is. 2013 és 2015 között a Real Madrid kapusedzőjeként dolgozott Carlo Ancelotti vezetőedző mellett. Ebben az időszakban edzette Iker Casillast, Diego Lópezt, Keylor Navast és Fernando Pachecót.

## Sikerei, díjai
AC Milan
- Olasz bajnokság (Serie A)
  - bajnok: 1967–68
- Olasz kupa (Coppa Italia)
  - győztes (2): 1972, 1973
- Bajnokcsapatok Európa-kupája (BEK)
  - győztes: 1968–69
- Kupagyőztesek Európa-kupája (KEK)
  - győztes (2): 1967–68, 1972–73
  - döntős: 1973–74
- UEFA-szuperkupa
  - döntős: 1973
- Interkontinentális kupa
  - győztes: 1969

 Como
- Olasz bajnokság – harmadosztály (Serie C)
  - bajnok: 1978–79 (A csoport)
- Olasz bajnokság – másodosztály (Serie B)
  - bajnok: 1979–80